# موتور فتح‌الله مینکی چاه حسن
موتور فتح‌الله مینکی چاه حسن یک منطقهٔ مسکونی در ایران است که در دهستان جازموریان واقع شده‌است. موتور فتح‌الله مینکی چاه حسن ۷۸ نفر جمعیت دارد.